# Leopoldo Gout
Leopoldo Gout (* 1972) je filmový režisér, producent a malíř. Narodil se v Mexiku a studoval současné umění na univerzitě Central Saint Martins v Londýně. Nyní žije v New Yorku. Jeho umění bylo vystavováno ve West Collection Gallery státu Pensylvánie. Filmy, na jejichž vzniku se podílel, byly promítány v roce 2011 na mezinárodním festivalu v Cannes a vysílány v rámci televizní stanice NBC.Gout stál i za vznikem mnoha filmů a televizních pořadů, zasloužil se například o adaptaci knižní předlohy Jamese Pattersona Alex Cross. Jako producent stojí Gout i za videohrou Leela.
V České republice se s ním můžeme seznámit zejména díky jeho literárnímu dílu, věnovanému dětem, Genius: Hra (2018).

## Literární dílo

### Ghost Radio (2008)
Publikováno v roce 2008 v nakladatelství Harper Collins. Jedná se o trhiller s paranormálními prvky, který je připodobňován k ranému dílu Stephena Kinga. Původně bylo toto dílo zamýšleno jako grafická novela, nicméně autor později tuto ideu opustil a vydal se klasickou cestou psaní. Z tohoto důvodu ovšem kniha obsahuje velké množství ilustrací.

### Daniel X
Komiksová kniha, která vznikla ve spolupráci s Jamesem Pattersonem, autorem původní psané verze. Hlavní postavou tohoto díla je Daniel X, lovec mimozemšťanů, kteří stojí mimo zákon. Kniha je mimo jiné i první Pattersonovou komiksovou knihou.

### Genius: The Game / HRA (2016)
Publikováno u Feiwel & Friends v roce 2016, v České republice 2018. Kniha vypráví příběh tří dětí, které se účastní prestižní hry určené nejchytřejším mladým mozků naší planety.

### Genius: The Con (2017)
Publikováno v roce 2017 u Macmillan a jedná se o pokračování předchozího díla Genius: The Game / HRA. V České republice kniha prozatím nebyla vydána.

### Genius: The Revolution (2018)
Publikováno v roce 2018 u Macmillan a jedná se o pokračování předchozího díla Genius: The Con. V České republice kniha prozatím nebyla vydána.